# Genkidama (singolo)
Genkidama è un singolo del rapper italiano Vale Lambo, pubblicato il 3 novembre 2023 come primo estratto dal terzo album in studio Lamborghini a via Marina.

## Descrizione
Il brano è stato scritto dal cantante stesso insieme a Tigran, GiuzzyBeatz, Niko Beatz, che ne sono inoltre i produttori discografici.
Musicalmente il brano è composto con un tempo allegro di 130 battiti per minuto e in tonalità di La bemolle minore.

## Tracce
Testi di Valerio Apice, Tigran, Nicola Vignola, musiche di Giuseppe Alfano, Tigran, Nicola Vignola.
1. Genkidama – 2:30

## Video musicale
Il video musicale relativo al brano è stato pubblicato il 7 novembre 2023 sul canale Vevo dell'artista ed è stato diretto da Johnny Dama.